# Musurgus stridens
Musurgus stridens är en skalbaggsart som beskrevs av Vauloger 1898. Musurgus stridens ingår i släktet Musurgus och familjen Dynastidae. Inga underarter finns listade i Catalogue of Life.